# National Bonsai Foundation
La National Bonsai Foundation est une organisation à but non lucratif qui a été créé en 1982 pour soutenir le National bonsai and penjing Museum. La Fondation aide également l'Arboretum national des États-Unis à mettre en valeur les arts du bonsaï et du penjing auprès du grand public. Le National bonsai and penjing Museum est situé à l'intérieur du périmètre de l'Arboretum national, dans le nord de Washington. Chaque année, plus de 200 000 personnes visitent le musée,.
"Le National Bonsai Foundation coopère avec l'Arboretum national en offrant un soutien financier et des conseils au Musée.
Ce partenariat public / privé entre la Fondation et l'Arboretum permet au Musée de promouvoir l'art du bonsaï et du penjing aux visiteurs grâce à des expositions et des programmes éducatifs tout en favorisant l'amitié et la compréhension interculturelle." Le musée est ouvert tous les jours de 10h00 à 16h00.